# Wólka Ogryzkowa
Wólka Ogryzkowa est une localité polonaise de la gmina de Tryńcza, située dans le powiat de Przeworsk en voïvodie des Basses-Carpates.